# Penitenziario di Fox River

Fox River dall'alto

Il penitenziario di Stato di Fox River è un penitenziario immaginario di livello 5 presente nella prima, nella seconda, nella quarta e nella quinta stagione della serie TV Prison Break. Si trova a Joliet (nell'Illinois). Il nome deriva però da una prigione che si trova a 20 miglia dalla cittadina di Joliet.

## Organizzazione
Fox River è la copia quasi fedele della controparte reale, la Joliet Prison. La sua struttura e organizzazione sono identiche a quelle di quest'ultima, ad eccezione dell'ala A, strutturata in 3 piani a Fox River (la Joliet ne ha solo due).
Come mostrato negli episodi Rivolta nel Braccio A e L'inizio della fine, i detenuti sono divisi fra due blocchi di celle (est e ovest) nelle ali A e B. Queste due sezioni sono completamente isolate dall'ala sud, dove lavora il personale amministrativo. Un episodio, Piano di fuga, ci rivela che l'infermeria è dislocata nel lato opposto all'ala A. Vi è poi la stanza-magazzino - trasformata più tardi in stanza-ristoro per le guardie - che si trova al centro del penitenziario, proprio sopra i tunnel sotterranei.
Costruita nel 1907, la prigione ha un esteso sistema di tunnel sotterranei. Nell'episodio L'ustione, Michael Scofield (Wentworth Miller) spiega al suo compagno di cella, Fernando Sucre (Amaury Nolasco), che nel corso degli anni i tunnel originari furono sostituiti da tubi di rame e più tardi ancora, da tubi fatti di plastica industriale. In realtà la sostituzione delle varie tubature non è stata una sostituzione fisica, ma solo funzionale. Di conseguenza, nei sotterranei della prigione vi è una complessa rete di tubi.

## Reputazione del penitenziario e incidenti

### Programma di riabilitazione dei detenuti
Durante i suoi 18 anni come direttore del penitenziario, Henry Pope (Stacy Keach) ha istituito le P.I. (Prison Industries), un programma che prevede l'utilizzo dei detenuti per lavori interni alla prigione. In cambio, i detenuti ottengono una qualifica che permette loro un futuro migliore una volta rimessi in libertà. Credendo ciecamente nel metodo del riadattamento, Pope ha istituito anche un programma educativo con lo scopo di aiutare i detenuti ad ottenere un diploma.

### Sommosse
Durante la detenzione di Michael vi sono state due sommosse importanti all'interno di Fox River.
La prima, di carattere razziale, è avvenuta nell'episodio Da che parte stai?. Nei giorni precedenti questa rivolta, la tensione tra i detenuti bianchi e neri era palpabile. Per prepararsi alla lotta, i difensori della "supremazia della razza bianca", guidati da T-Bag (membro dell'"Alleanza Pura") hanno raccolto svariati oggetti contundenti, da usare come armi, tra cui il bullone che Michael si era procurato per manomettere il lavabo della sua cella e che T-Bag gli aveva sottratto. La sommossa scoppia durante la conta e si conclude, con morti e feriti, quando finalmente le guardie riescono a prendere il controllo della situazione. Il direttore Pope ordina un isolamento di 48 ore per tutti i detenuti.
In seguito, Michael dovrà affrontare svariati problemi che impediscono al suo piano di evolvere. Tra i tanti problemi, uno dei più complicati è la conta. Per evitare di essere presente, e guadagnare così del tempo prezioso, decide di manomettere il sistema di climatizzazione nel «giorno più caldo di aprile», così da creare il caos tra i detenuti e di conseguenza a tutta la prigione. Per punizione, le guardie obbligano i detenuti a rimanere all'interno della prigione. Al limite della sopportazione, i detenuti si rifiutano di rientrare nelle loro celle e cominciano ad aggredire le guardie. Queste sono costrette a battere in ritirata nella sala-comandi. Ma i detenuti riescono ad accedervi e a liberare tutti gli altri. Gli ufficiali allora si rifugiano nei cortili della prigione. La sommossa termina grazie all'intervento del Governatore dell'Illinois, Frank Tancredi, che fa arrivare a Fox River delle unità speciali.

### Evasioni
Qualche anno prima dell'arresto di Michael - come si evince dall'episodio Amore fraterno della prima stagione - Fox River è stato soggetto a restauro e proprio la società per cui Scofield lavorava come ingegnere ha effettuato molti lavori nel penitenziario, cosa che gli ha permesso di consultare e studiare a fondo le planimetrie dello stabile.
Quando Lincoln Burrows viene accusato per l'omicidio di Terrence Steadman, fratello del vicepresidente degli Stati Uniti, Caroline Reynolds, viene rinchiuso nel braccio della morte di Fox River. Non riuscendo a provare la sua innocenza per vie legali, Michael elabora un complicato piano per far evadere suo fratello. Così commette una rapina a mano armata presso una banca e si fa rinchiudere a Fox River. Prima del suo arresto, però, l'uomo si fa tatuare, su tutta la parte superiore del suo corpo, le planimetrie della prigione e altre indicazioni codificate, nascoste sotto un disegno che rappresenta la lotta tra angeli e demoni. Una volta entrato a Fox River, Michael prenderà contatti con determinati elementi utili al suo piano di evasione.
Nonostante svariati impedimenti e problemi occorsi durante l'attuazione del piano (tra questi problemi, il fatto che più detenuti si siano aggiunti di prepotenza all'evasione), i due fratelli riusciranno a fuggire dal penitenziario. Il gruppo, etichettato dall'FBI e dai mass media come "gli Otto di Fox River", è composto da: 
- Michael Scofield (Wentworth Miller)
- Lincoln Burrows (Dominic Purcell)
- Fernando Sucre (Amaury Nolasco)
- John Abruzzi (Peter Stormare)
- Theodore "T-Bag" Bagwell (Robert Knepper)
- Benjamin Miles "C-Note" Franklin (Rockmond Dunbar)
- David "Tweener" Apolskis (Lane Garrison)
- Charles "Haywire" Patoshik (Silas Weir Mitchell)

A questi vanno aggiunti, Charles Westmoreland (Muse Watson) e Manche Sanchez (Joseph Nunez), che erano parte dell'evasione ma che non sono riusciti nell'intento (il primo - ferito da Brad Bellick -  è morto; il secondo è stato catturato).
La fuga degli "Otto di Fox River" è la prima fuga che si è conclusa con successo in questo penitenziario. La loro evasione ha avuto ripercussioni anche su alcuni elementi del personale, soprattutto quelli raggirati, per svariati motivi, da Michael. Così, Brad Bellick è stato licenziato per negligenza; il direttore della prigione, Henry Pope, in segno di protesta per il licenziamento di Bellick, si dimette e viene sostituito da Ed Pavelka; la dottoressa Sara Tancredi viene arrestata e processata per favoreggiamento e complicità (aveva lasciato aperta la porta dell'infermeria su richiesta di Michael, del quale è innamorata) e uscirà su cauzione con l'intervento del padre, il governatore dell'Illinois, Frank Tancredi.

#### Conseguenze
L'evasione di Fox River porta le autorità ad una delle cacce all'uomo più imponenti che si siano mai viste negli Stati Uniti. Durante la ricerca dei fuggitivi, tre di loro verranno uccisi per mano dell'agente Alexander Mahone (su ordine della Compagnia, fantomatica società alla base del complotto contro Lincoln): John Abruzzi sarà ucciso in un motel di Washington D.C.; David Apolskis sarà ucciso durante il trasferimento a Toele (Utah) e Charles Patoshik verrà indotto al suicidio nel Wisconsin. Benjamin Miles Franklin, invece, si costituirà, ma verrà rilasciato con l'accordo di testimoniare contro Mahone. Scofield e Bagwell, dopo varie disavventure e spostamenti, verranno rintracciati a Panama e rinchiusi nel penitenziario federale di Sona (i due, insieme ad altri detenuti - tra cui Mahone e Bellick - tenteranno di evadere durante la terza stagione della serie). Tutte le accuse contro Lincoln, invece, cadranno grazie alla testimonianza di Paul Kellerman, ex agente della Compagnia.

### Seconda evasione
Diversi anni dopo la fuga degli otto di Fox River, il detenuto che ne fece parte Theodore "T-Bag" Bagwell è riuscito a fuggire durante il trasferimento con una lama nascosta nella protesi della sua mano. Il plurievaso Bagwell è stato poi nuovamente catturato, dopo aver ucciso 7 persone e averne ferita gravemente un'ottava, da una speciale task force formata da agenti U.S. Marshall con la collaborazione di altri tre detenuti. Bagwell è stato quindi rispedito a Fox River.
Questi avvenimenti accadono durante la terza puntata della prima stagione de I signori della fuga (Breakout Kings) Il segreto di T-Bag

## Location
Sebbene alcune celle e altre zone della prigione siano state ricostruite per ragioni tecniche, la maggioranza delle scene della prima stagione è stata girata all'interno della Joliet Prison, chiusa nel 2002 (alcune sono state girate anche nella cella che ha ospitato il serial killer John Wayne Gacy). L'uso di una prigione vera ha sicuramente giovato allo «spirito narrativo dello show». Anzi, la prigione stessa è diventata un «vero e proprio personaggio».